# Pi Bessó

El Pi Bessó, respecte del terme de Castellcir

El Pi Bessó és un arbre monumental del terme municipal de Castellcir, a la comarca del Moianès. Està situat en el Camí del Castell, a prop i al nord-est de la Torrassa dels Moros, damunt i a l'esquerra de la Riera de Castellcir. És una impressionant pinassa de dues besses, d'on el nom amb què se la coneix.